# Ādaži
Ādaži (historisk tysk: Neuermühlen) er en mindre by i landsdelen Vidzeme i det centrale Letland. Byen har 7.580 (2025) indbyggere og er hovedby i Ādaži kommune. Den ligger ved Gaujaflodens venstre bred ca. 25 kilometer nord for Letlands hovedstad Riga. 
Borgen Neuermühlen er kendt fra skriftlige kilder siden 1204. Hér fandt Slaget ved Neuermühlen sted i 1492, hvor Den Tyske Orden viste sin formåen som beskyttere af Livland overfor biskopperne i Riga. Neuermühlen udgøres i dag af en borgruin.
Ādaži er i dag kendt for fabrikken i byen, der fremstiller franske kartofler.

## Camp Valdemar
Der var i 2024 udstationeret 800 danske soldater i militærlejren Camp Valdemar i Ādaži. Styrken indgik i den canadisk ledede Multinational Brigade Latvia under Multinational Division North som en del af NATO Enhanced Forward Presence.